# Daraq
Daraq (farsi درق) è una città dello shahrestān di Jajarm, circoscrizione Centrale, nella provincia del Khorasan settentrionale. Aveva, nel 2006, una popolazione di 4.594 abitanti.